# Hemidromodes hessa
Hemidromodes hessa är en fjärilsart som beskrevs av Louis Beethoven Prout 1935. Hemidromodes hessa ingår i släktet Hemidromodes och familjen mätare. Inga underarter finns listade i Catalogue of Life.